# Articolo I della Costituzione degli Stati Uniti d'America
L'Articolo I della Costituzione degli Stati Uniti d'America istituisce il potere legislativo del governo federale, il Congresso degli Stati Uniti. L'Articolo I è il più lungo di tutti i sette Articoli della Costituzione. Stabilisce il bicameralismo del Congresso, i suoi poteri, i suoi limiti e l'elezione dei suoi rappresentanti. Pone anche alcuni importanti limiti agli Stati federati che compongono la federazione, così da assicurare al governo federale l'integrità necessaria al suo funzionamento.

## Struttura

### Sezione 1
La Sezione 1 dell'Articolo I stabilisce che il Congresso è una legislatura bicamerale composta da Camera dei rappresentanti e Senato degli Stati Uniti.

### Sezione 2
La Sezione 2 dell'Articolo I stabilisce, tra le altre cose, che i membri della Camera dei rappresentanti sono eletti ogni due anni e che i seggi della Camera al Congresso sono ripartiti tra gli Stati federati degli Stati Uniti d'America in base alla loro popolazione.

### Sezione 3
La Sezione 3 stabilisce, tra le altre cose, che il Senato è composto da due senatori per ogni Stato federato e che ogni senatore serve un mandato di sei anni. La Sezione 3 originariamente richiedeva che fossero le legislature degli Stati federati a eleggere i membri da inviare al Senato, ma il XVII emendamento, ratificato nel 1913, ha introdotto l'elezione popolare diretta dei senatori. La Sezione 3 stabilisce, inoltre, che il Vicepresidente degli Stati Uniti d'America è anche Presidente del Senato.

### Sezione 4
La Sezione 4 dell'Articolo I concede agli Stati federati il potere di regolare sul proprio territorio il processo elettorale per i membri da eleggere al Congresso, ma stabilisce che il Congresso può modificare tali regolamenti o emanare i propri regolamenti. La Sezione 4 richiede inoltre che il Congresso si riunisca almeno una volta all'anno.

### Sezione 5
La Sezione 5 stabilisce varie regole per entrambe le camere del Congresso e concede alla Camera dei rappresentanti e al Senato il potere di «giudicare» le proprie elezioni, determinare le qualifiche dei propri membri, punirli o espellerli.

### Sezione 6
La Sezione 6 stabilisce il compenso, i privilegi e le restrizioni di coloro che ricoprono cariche al Congresso.

### Sezione 7
La Sezione 7 stabilisce il procedimento legislativo per l'approvazione di un disegno di legge, richiedendo a entrambe le camere del Congresso di approvare a maggioranza il disegno affinché diventi legge ordinaria. Il disegno di legge può essere soggetto al potere di veto del Presidente degli Stati Uniti d'America; il Congresso può annullare il veto del Presidente con un voto di 2⁄3 di entrambe le camere.

### Sezione 8
La Sezione 8 stabilisce ed enuncia i poteri del Congresso. Tra questi, il potere di imporre e riscuotere «tasse, dazi, imposte e accise», a condizione che siano uniformi in tutti gli Stati Uniti; il potere «di provvedere alla difesa comune e al benessere generale degli Stati Uniti»; il potere di regolare il commercio internazionale e tra Stati federati; il potere di stabilire leggi sulla nazionalità; il potere di coniare e regolamentare il denaro tramite lo United States Mint; il potere di emettere titoli di Stato; il potere di stabilire e regolare il servizio postale tramite lo United States Postal Service; il potere di istituire tribunali federali inferiori alla Corte suprema degli Stati Uniti d'America; il potere di formare e sostenere un esercito e una marina; il potere, se necessario, di richiamare in azione la milizia «per imporre le leggi dell'Unione, sopprimere le insurrezioni e respingere le invasioni» e il potere di dichiarare guerra.
La Sezione 8 concede al Congresso anche il potere di stabilire un distretto federale come capitale nazionale e conferisce al Congresso il potere esclusivo di amministrare quel distretto. Oltre ai vari poteri concessi, la Sezione 8 conferisce al Congresso la capacità di approvare tutte le leggi «necessarie e appropriate» per esercitare tali poteri.

### Sezione 9
La Sezione 9 pone vari limiti ai poteri del Congresso, vietando, tra le altre, di proibire lo schiavismo prima dell'anno 1808; vietando l'imposta sul reddito se non applicata in modo proporzionale agli Stati federati in ragione della loro popolazione (fino alla ratifica del XVI emendamento nel 1913); vietando la retroattività delle leggi e la concessione di titoli di nobiltà.

### Sezione 10
La Sezione 10 custodisce i principi cardine del federalismo, limitando la politica estera degli Stati federati e vietando loro di stringere alleanze con potenze straniere o impegnarsi in guerra, di tenere truppe o navi da guerra in tempo di pace, di tassare le importazioni o le esportazioni, senza l'autorizzazione del Congresso. Gli Stati non possono neppure emanare leggi che violano contratti, secondo una previsione costituzionale che è stata definita "ispirata alla più pura concezione del costituzionalismo liberale".